# Ера Варгаса
Ера Варгаса (порт. Era Vargas) — період в історії Бразилії з 1930 до 1945 року, коли при владі перебував диктатор Жетуліо Варгас. Інколи до цього періоду додають 1951—1954 роки, коли Варгас був обраний президентом Бразилії в результаті демократичних виборів. Ця епоха стала поворотною точкою в історії країни завдяки численним нововведенням Варгаса у соціо-економічній сфері.

## Передумови

### Велика депресія у Бразилії

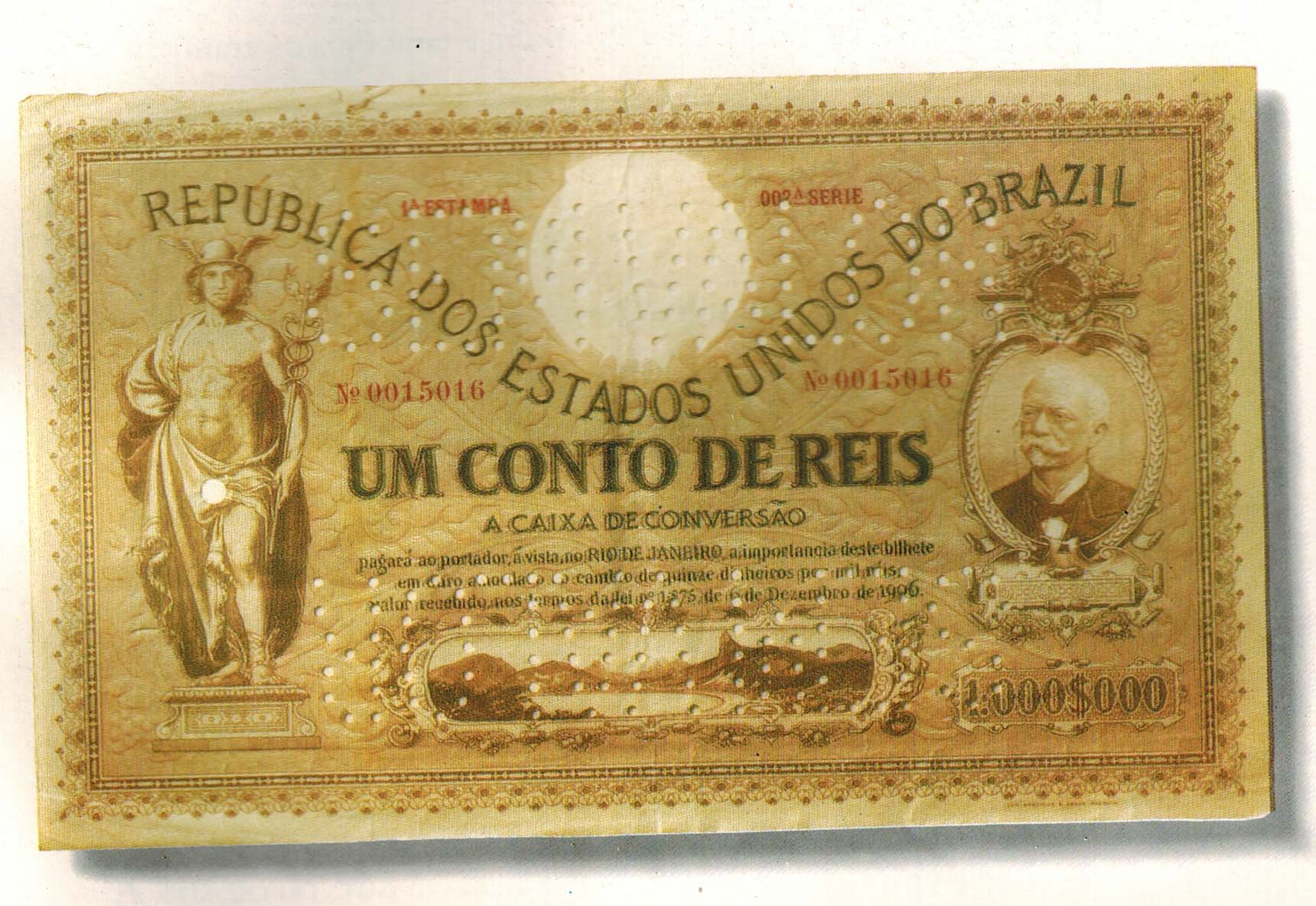
Банкнота у 1 млн. реалів (um conto de réis), що через значну інфляцію стала базовою грошовою одиницею в 1930

Повстання лейтенантів, яке пройшло у 1922 під час періоду Олігархічної республіки, не привело до значних змін соціальної структури Бразилії. Але правляча паулістська кавова олігархія не зуміла витримати гостру кризу світового капіталізму в 1929. Уразливість Бразилії до Великої депресії мала своє коріння у життєвій залежності економіки від іноземних ринків і позик. Незважаючи на обмежений індустріальний розвиток в Сан-Паулу, експорт кави та іншої первинної продукції все ще залишався опорою економіки. Після того, як фондові біржі США зазнали краху 29 жовтня 1929 (Чорний вівторок), ціни на каву негайно впали на 30%. Подальше зниження було навіть гострішим. Між 1929 і 1931 ціни на каву впали з 22,5 до 8 центів за фунт. Оскільки світова торгівля різко зменшилася, експортери кави зазнали значних втрат доходів в іноземних валютах. Велика депресія можливо мала сильніший ефект на Бразилію, ніж на США.
Крах центрального уряду був тісно пов'язаним з крахом бразильської програми валоризації (підтримки цін), оскільки ця програма лежала в основі підтримки олігархії. Кавові плантатори стали небезпечно залежними від урядової валоризації. Наприклад, унаслідок спаду, що настав після Першої Світової Війни, уряд не втратив гроші, потрібні для підтримки кавової промисловості. Але у період 1929—1930 світовий попит на бразильську первинну продукцію впав набагато значніше, не залишаючи можливості підтримати урядові доходи. Наприкінці 1930 золоті запаси Бразилії були виснажені, штовхаючи обмінний курс вниз. В результаті програма утримання цін на каву шляхом скупки надлишків повністю зруйнувалася.
Уряд Вашингтона Луїса Перейри ді Соза був не в змозі знайти вихід з кризи, пов'язаної з порушенням платіжного балансу, і виробники кави наштовхнулися на неможливість продати врожай. Через те, що влада засновувалася на патронажі, широкомасштабне порушення делікатного балансу регіональних інтересів залишило режим Вашингтона Луїса дуже уразливим. Урядова політика захищала іноземні інтереси, що також постраждали від кризи, провокуючи ворожість майже від всіх шарів бразильського суспільства. Слід за панікою на Уолл-стріт, уряд спробував задовольнити іноземних кредиторів підтримкою конвертованості грошей, що пропонувалося іноземними банкірами і економістами, незважаючи на відсутність підтримки усередині бразильського суспільства. Попри втечу капіталу, Вашингтон Луїс дотримувався політики твердого обмінного курсу, гарантуючи конвертованість бразильської валюти золотом, але як тільки золотий запас був виснажений, уряд був вимушений тимчасово припинити конвертованість валюти, що призвело до повного припинення іноземного кредитування.

### Причини революції 1930 року
Крім депресії і появи буржуазії, історична динаміка міжрегіональної політики була істотним політичним чинником. Саме порушення балансу призвело до утворення альянсу, який Жетуліо Варгас уклав між новою міською буржуазією і землевласниками, ворожими до уряду в усіх штатах крім Сан-Паулу в 1930 році.
Разом з міськими буржуазними групами, північно-східні цукрові барони протягом довгого часу зазнавали впливу з боку кавової олігархії Півдня. Північно-східні землевласники гостро опонували припиненню Вашингтоном Луїсом у 1930 році протипосухових програм його попередника. Цю напругу, проте, можна прослідити далеко раніше. Занепад цукрової олігархії північного сходу почався з лютої посухи 1877 року. Швидке зростання виробництва кави у Сан-Паулу було зворотною стороною тієї ж монети. Після відміни рабства в 1880-х роках (Золотий Закон), у Бразилія відбулася масова міграція емансипованих рабів і селян з північного сходу до південного сходу, спровокувавши стійке постачання дешевої робочої сили для кавових плантаторів.
Політика Старої Республіки, що жартівливо називалася «кава з молоком» (café com leite), засновувалася на перевазі у політиці південно-східних штатів Сан-Паулу і Мінас-Жерайс, які були найбагатішими і найбільшими за населенням штатами Бразилії. Протягом більшої частини Старої Республіки на посту президента країни чергувалися губернатори двох лідируючих штатів.
Через незадоволення правлячим режимом на північному сході та в Ріу-Гранді-ду-Сул, кандидат у президенти 1930 року і лідер опозиційного Ліберального Альянсу Жетуліо Варгас вибрав своїм кандидатом у віце-президенти 1930 Жуана Песоа з північно-східного штату Параїба. Розуміючи, що в такому разі у випадку перемоги Ліберального Альянсу влада землевласників в сільських областях стане абсолютною, північно-східні олігархи об'єдналися під керівництвом Варгаса у нову політичну партію, PSD.

### Піднесення Жетуліо Варгаса
Губернатор Ріу-Гранді-ду-Сул, найбільш південного штату Бразилії, Варгас був гаучо (власником ранчо великої рогатої худоби), та мав докторський ступінь з юридичної спеціальності. У 1930 році він став кандидатом у президенти від Ліберального Альянсу.
Варгас був представником олігархії землевласників, і піднявся високо у політиці завдяки системі патронажу, але він мав свіже бачення того, як повинна розвиватися бразильська політика, щоб підтримувати національний розвиток. Він був економічним націоналістом, який підтримував розвиток промисловості та ліберальні реформи.
Окрім того, Варгас розумів, що з поломкою прямих відносин між працівниками і власниками бразильських підприємств, що розширювалися, працівники могли стати основою для нової форми політичної влади — популізму. Саме використовуючи такий підхід, він поступово встановив таку владу над політикою країни, що дозволила йому залишатися диктатором протягом п'ятнадцяти років. Через придушення сільськогосподарської кавової олігархії, нові власники промислових підприємств набули більше впливу на політику Бразилії, навіть середній клас почав показувати деяку силу. Хоча протягом ранніх років Варгас залежав від підтримки Повстання лейтенантів 1922 року, пізніше від придбав значну підтримку міського населення.

### Революція 1930 року

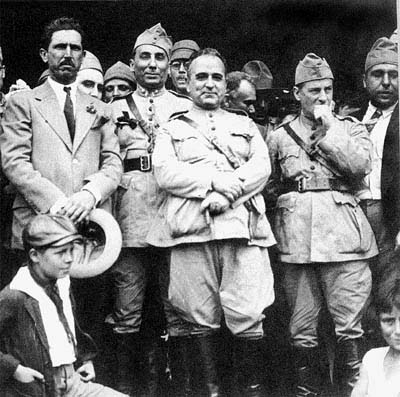
Лідери революції 1930

Криза влади виникла на початку 1930, коли президент Вашингтон Луїс оголосив своїм наступником губернатора штату Сан-Паулу Жуліу Престіса, що суперечило політиці «кави з молоком», згідно з якою президентом повинен був стати губернатор штату Мінас-Жерайс Антоніу Карлус Рібейра-ді-Андрада. Таким чином Антоніу Карлус, якого називають архітектором революції, приєднався до опозиційного Ліберального Альянсу Жетуліу Варгаса.
Вибори, які відбулися 1 березня 1930, пройшли легко для влади, кандидат від влади Жуліу Престіс переміг з 1 091 000 голосів проти 742 000 у Жетуліу Варгаса.
Ця перемога, однак, не була визнана опозиційним Ліберальним Альянсом, який звинуватив уряд у фальсифікації результатів. Альянс також проголосив свою перемогу та почав приготування до збройного протистояння з урядом, спираючись на лояльних губернаторів та молодших офіцерів армії. Ситуація у країні значно погіршилася, коли 26 липня у Ресіфі (штат Пернамбуку) був вбитий кандидат у віце-президенти Жуан Пессоа. Хоча причини вбивства так і не були з'ясовані, це привело до масових виступів протесту проти уряду. Почалася мобілізація лояльних Альянсу сил, здебільшого під керівництвом молодших офіцерів.
Приблизно за два місяця до закінчення повноважень Вашингтона Луїса (15 листопада) масові антиурядові виступи значно посилилися, із вбитими на північному сході країни. До 3 жовтня були скинуті вже 8 лояльних уряду губернаторів штатів.
10 жовтня Жетуліо Варгас на чолі своїх прихильників виїхав поїздом до Ріо-де-Жанейро, столиці країни на той час. У спробі зупинити його, урядові війська спробували перекрити дороги, в результаті 12—13 жовтня в місті Катіга (Quatiguá), на межі штатів Сан-Паулу і Парана, відбулася озброєна сутички з революційними військами. Велика битва майже не трапилася в Ітараре (Itararé), але її зупинило фактичне падіння уряду, коли 24 жовтня генерали Тассу Фрагосу і Менна Баррету та адмірал Ізіас ді Норонья утворили військову хунту. Жетуліо Варгас прибув до столиці через тиждень після цих подій та офіційно зайняв посаду президента (спочатку як виконувач обов'язків) 3 листопада 1930.

## Ера бразильського популізму

### Перший президентський пост Варгаса
Революція 1930 року стала результатом коаліції бразильських промислових магнатів, міського населення, частини землевласників та армії Протягом 1930—1934 років Варгас намагався примирити дуже різні інтереси цих груп за допомогою соціального реформізму і впровадження програми соціального забезпечення. Його реформи дуже нагадували «Новий курс» американського президента Франкліна Рузвельта, так що той навіть з гордістю називав Варгаса «одним з двох винахідників Нового курсу». Варгас прагнув вивести Бразилію з Великої депресії за рахунок політики державної інтервенції. Він привертав прихильність нової міської буржуазії за допомогою нових для Бразилії масових ідеологій популізму та націоналізму. Подібно до Франкліна Рузвельта, його перші кроки зосередилися на економічному стимулювання, програми, з якою були згодні всі фракції коаліції.
Він проводив політику державної інтервенції в економіку, використовуючи податкові пільги, зниження вимог до виробників і квоти на імпорт для розширення місцевого промислового виробництва. Він публічно ідеалізував середній клас та переконував населення у «непатріотичності використання іноземних товарів». Протягом найранішого періоду Варгас сильно залежав від підтримки армійських низів. Його політика дещо нагадувала політику Муссоліні у фашистській Італії, із збільшеною долею популізму. Варгас прагнув бути посередником у суперечці між робочою силою і капіталом. Наприклад, президент подавив страйк жінок-працівників у Сан-Паулу затвердив багато з їх вимог у законі та вимагаючи від «фабричних комісій» звертатися за урядовим посередництвом в майбутньому.
Опозиція існувала перш за все серед могутньої паулістської кавової олігархії, яка виступала різко проти політики державної інтервенції в економіку та збільшення централізації уряду, проти його популістської і профашистської позиції, протекціонізму (захисту політично лояльних виробників за рахунок інших) і підсилання диктаторської позиції самого Варгаса. Його політика часто не була цілісною, різні заходу об'єднувалися лише загальною та погано визначеною ідеєю «модернізації». Спроби балансувати між занадто різними групами за своїми соціальними, політичними та економічними інтересами пояснюють постійні зміни альянсів та ідеологій Варгаса. Різам з ліберальними коріннями цього режиму, вони пояснюють і його поступовий перехід до диктатури, побудованої за зразком європейського фашизму.

### Відношення з цукровими баронами

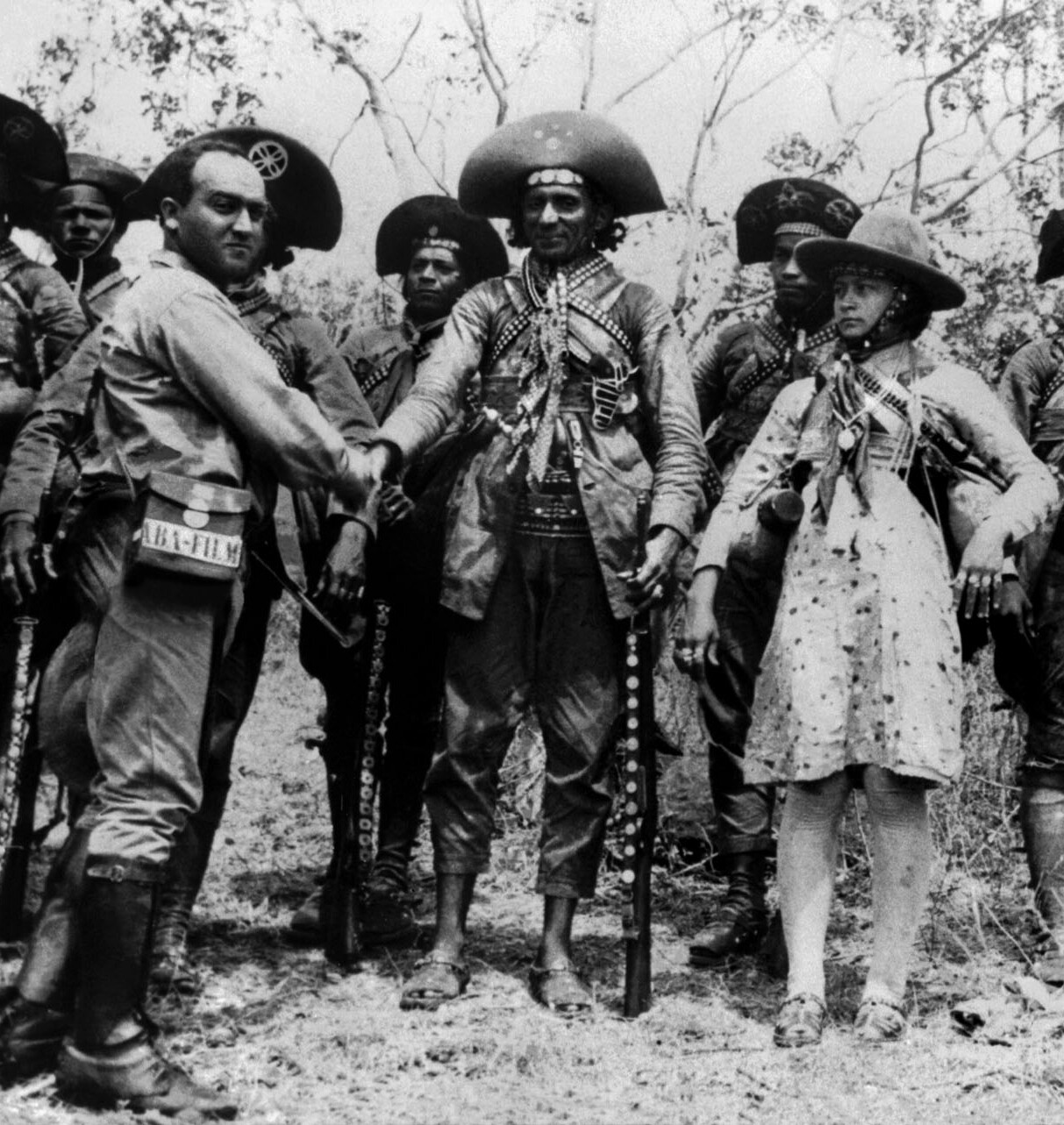
Лампіау та інші лідери канґасу

Задоволення землевласницького крила коаліції скоро виявило реакційність уряду, особливо після 1934 року. Заради підтримки дружніх латифундистів, держава не тільки не втручалася у справи сільських олігархів, але навіть допомогла цукровим баронам закріпити контроль над сільською Бразилією.
Консерватизм Варгаса у справах сільського господарства поширював розкол між збіднілим напів-феодальним Північним заходом та динамічним урбанізованим південним сходом. У відповідь на підтримку цукрових баронів, держава подавила хвилю селянських повстань на Північному сході, відомих як канґасу (cangaço), що привело до відновлення латифундій, що поступово зникали починаючи з 1870-х років. Протягом Старої республіки, латифундії руйнувався зсередини через відтік населення та селянські повстання. У минулому, протягом царювання Педру II (1831—1889), селянство залишилося абсолютно підпорядкованим землевласникам. Кожний плантатор мав власну міліцію, що відповідала за підтримання порядку в межах його території, та контролювала селян.
Але селянство не було цілком підконтрольним та часто намагалося захищати свої права, найзагальнішою формою протесту були напівбандитські формування. Серед селян були поширені анархічні повстання і ухилення від податків, що були загальною практикою до 1930 року. З включенням північно-східної олігархії до правлячій коаліції, уряд зосередився на реструктуризації сільського господарства. Фактично, держава все більш і більш жорстко боролася з канґасьєрами, відновлюючи порядок та владу плантаторів.
Щодо селян, більшість яких були індіанського походження, Варгас не тільки не дотримався своїх передвиборних обіцянок реформувати сільське господарство, він повністю відняв у селян можливість отримати права робочого класу, відповідно до політики Муссоліні, Франко, Салазара чи Сталіна.
Таким чином, заспокоєння землевласників привело до змін у правлячій коаліції, відкидаючи інтереси її лівого крила. Після середини 1932 року вплив молодших офіцерів на Варгаса швидко ослабів, хоча деякі представники групи все ще займали важливі урядові посади. З цього часу стає помітним зсув коаліції праворуч.

### Повстання у Сан-Паулу

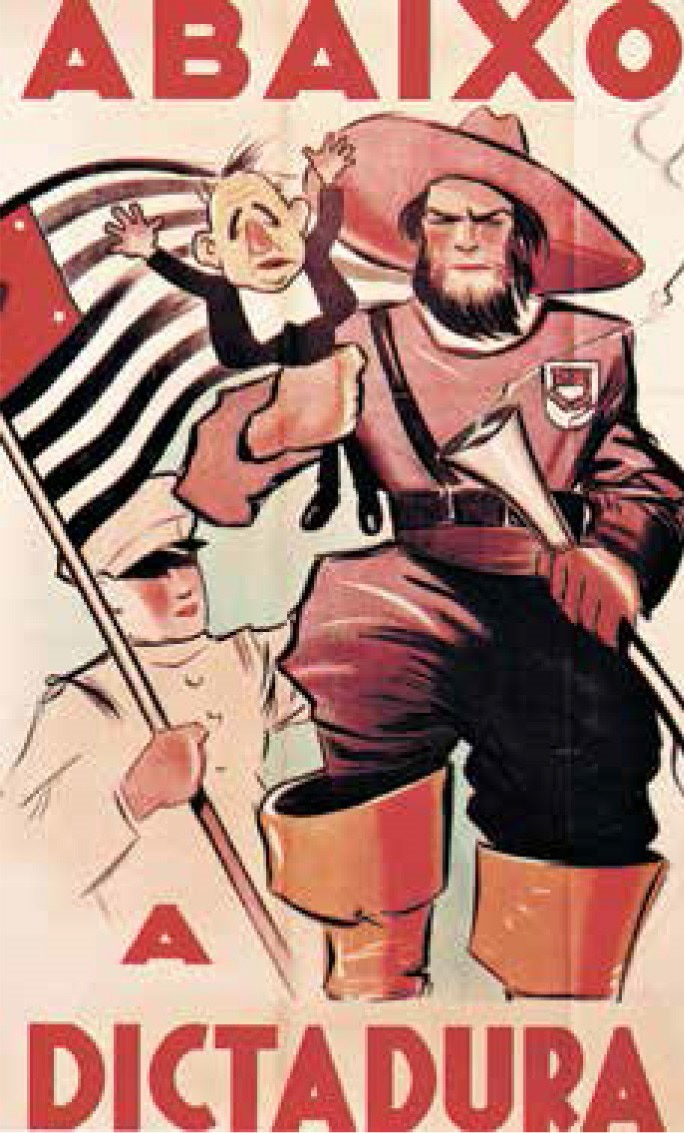
Плакат, що закликає боротися проти диктатури Варгаса

Важливу роль у зміні урядового курсу зіграло повстання 1932 у Сан-Паулу, так звана «Конституціоналістська революція», за яким стояла кавова олігархія, що намагалася повернути владу. Поводом для повстання стало призначення Варгасом офіцера з лівими поглядами, Жуана Алберту, тимчасовим губернатором (так званим інтервентором, interventor ) Сан-Паулу, замість вибраного губернатора. Кавові магнати не могли змиритися з кандидатурою Алберту, не сприймаючи його зусилля з централізації і проведення економічних реформ, такі як збільшення податків на 5 відсотків і роздачу деякої частини землі учасникам революції. Під загрозою повстання Варгас замінив Жуана Альберту цивільним паулістой, призначив міністром фінансів банкіра з Сан-Паулу та оголосив дату проведення засновницьких зборів. Але це тільки підбадьорило кавових олігархів, які продовжувати підготовку повстання.
Серед цивільного населення Сан-Паулу не існувало одностайної думки щодо повстання, і на вулицях міст проходили численні мітинги як у підтримку, так і проти Варгаса. Під час одного такого мітингу у місті Сан-Паулу 23 травня 1932 п'ять молодих паулістів були вбиті прихильниками уряду, що раптово викликало хвилю протестів. Вже 9 липня почалися озброєні сутички загонів добровольців з урядовими військами, на допомогу паулістам прийшли загони з Мінас-Жерайс, Мату-Гросу та інших штатів. Паулістська армія нараховувала близько 3 000 солдат, 10 000 поліцейських і близько 20 000 добровольців, в її плани входило захоплення Ріо-де-Жанейро. Але повстання не протрималося довго, повстанську зупинили у долині Параїба і до 2 жовтня повстання було придушене.

### Наслідки повстання
До 1934 року Варгас розвинув режим, що був гібридом між фашистським режимом Муссоліні в Італії та «Новою державою» Салазара в Португалії. Поступово Варгас залишив ідеї «тимчасового уряду», відмовився від ліберального капіталізму та соціального реформізму, які були основою лівого крила (крила молодших офіцерів) Ліберального Альянсу. Відторгнення лівого крила коаліції у найбільшій мірі проявилося у відмові провести обіцяну земельну реформу.
Варгас у найбільшій мірі підтримував плантаторське крило коаліції та, незважаючи на спробу повстання, був настроєний на укладення нового альянсу з кавовою олігархією Сан-Паулу. Варгас звільнив кавових плантаторів, які все ще мали істотний вплив на виборчому машину держави, від значної частини банківських боргів, що допомогло їм оправитися від краху програми валоризації. Щоб задобрити своїх супротивників після невдалого повстання, він навіть наказав Банку Бразилії взяти боргові зобов'язання, випущені урядом повстанців.

### Конституція 1934 року
Президентський термін Варгаса повинен був закінчитися у листопаді 1934 року, а поточна бразильська конституція не дозволяла перевиборів. Для продовження свого терміну Ваграс погодився на ухвалення нової конституції, сподіваючись отримати таким чином можливість балотуватися знову. Ця конституція була прийнята на всенародному голосуванні 16 липня 1934 року. Як стало видно вже кількома роками пізніше, Варгас просто збирав сили, щоб знищити демократичні установи та встановити фашистський диктаторський режим.
Це може здатися дивним, але голосування за цю конституцію було найдемократичнішим за всю ранню бразильську історію. Незважаючи на свою недовговічність, конституція уперше була написана на порожньому місці вибраними представниками народу на майже справедливих багатопартійних виборах. Унаслідок цього вона містила низку удосконалень політичного, соціального і економічного життя, наприклад, надання незалежності судовій владі, надання виборчих прав жінкам, створення гілок судової влади для контролю над виборами та трудовими відносинами, надання свободи слова, релігії, пересування і мітингів. Проте, слід відмітити що конституція містила й деякі елементи європейського фашизму, вона надавала Варгасу контроль над робочими союзами та віднімала деякі права молодших офіцерів.
Багато з положень нової конституції так ніколи й не здійснилися на практиці. Після 1934 роки режим став дуже реакційним та характеризувався майже повним придушенням опозиції, що не давало можливості виконати багато з вимог конституції.

### Трудові відносини та перехід до диктатури
Проте, режиму Варгаса все більше загрожували про-комуністичні групи, які шукали альянсу з селянською більшістю багатьох штатів, підтримуючи земельну реформу. Незважаючи на популістське прізвисько «батько бідних», Жетуліо Варгас віддав усю владу у периферійних штатах земельній олігархії, не відповідаючи народним вимогам.
Його подальше просування у напрямку задоволення вимог латифундистів привело Варгаса до альянсу з інтегралістами (Ação Integralista Brasileira, скорочено AIB), напів-військовим фашистським рухом. Цей альянс сприяв помітному зростанню ролі руху, який швидко перетворився на важливу політичну силу у Бразилії. Після 1934 року також починається підконтролення громадських організації та профспілок за допомогою створення фіктивних організацій такого роду, державне посередництво та об'єднання організації.
Проте, незважаючи на силове придушення будь-яких організацій сільської бідноти, вимоги земельної реформи ставали все голосніше. Нові прокомуністичні альянси між селянами, молодшими офіцерами, та поки що малим шаром міського пролетаріату набирали силу. Оскільки вони потенційно могли привернути переважну більшість населення країни, такі союзи серйозно загрожували режиму Варгаса.

### Комуністично-фашистське протистояння

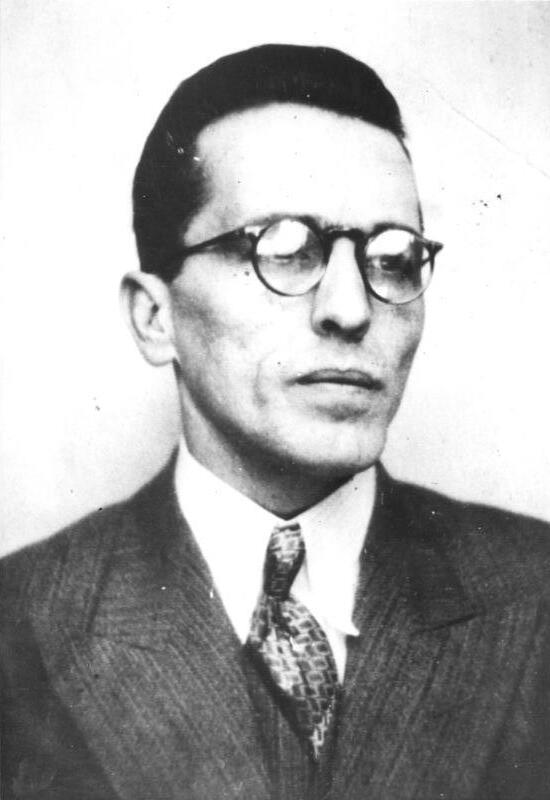
Луїс Карлус Престіс, лідер ANL

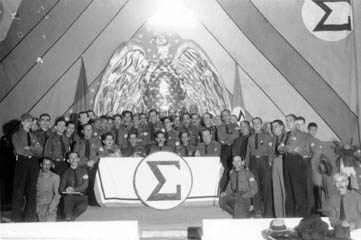
Представники конгресу інтегралістів. Лідер руху, Плініу Салгаду, в центрі

Тривалі тенденції пропонували сприятливу до ідеологічного екстремізму атмосферу, особливо на південному сході Бразилії. В основі цієї тенденції лежали швидкий розвиток промисловості на Південному сході та постійні класові конфлікти, що створювало середовище для зростання масових рухів європейського типу. Комуністична партія Бразилії була заснована в 1922 році та протягом 20-х років зростає число страйків, організованих нею. Та ж Велика Депресія, яка супроводжувала прихід Варгаса до влади на хвилі розчарування консервативним строєм попереднього часу, значно підсилила лівацькі партії та провокувала заклики до соціальних реформ.
З придушенням реакційного паулістського повстання і поступовій мобілізацією нового потенційного ворога — міського пролетаріату — основним напрямком політики Варгаса стало підконтролення робочого класу. Прихильники Варгаса як у міський, так і сільській Бразилії, як і у європейських фашистських країнах, почали бачити у зростаючій організації робочого класу загрозу своїм інтересам. З повним знищенням канґасу на північному сході, всі сегменти правлячого класу — як нової буржуазії, так і земельних олігархів — почали бачити почали бачити в ролі головного ворога зростання профспілкового руху на більш урбанізованим та більш європейському (як за походженням, так і за ідеологією) Південному сході.
До 1934 у Бразилії сформувалися два надзвичайно ідеологізованих масових рухи європейського типу, що охоплювали всю країну: один профашистський, пов'язаний з ідеологією Рима й Берліна, інший — прокомуністичний, пов'язаний з Москвою. Перший рух був представлений перш за все вже згаданим інтегралістським рухом (AIB), а другий складав лівий популярний фронт Aliança Nacional Libertadora (ANL). Слід за розпадом альянсу Варгаса з робочою силою, головні міста Бразилії перетворилися на поля битви між комуністичними та фашистськими силами, що нагадували Берлін 1932—1933 років. До середини 1935 року це привело до значної дестабілізації всього політичного життя у країні.
Лівацький блок ANL був створений на початку 1935 року з соціалістів, комуністів та інших прогресивних діячів, під керівництвом Комуністичної партій та її лідера Луїса Карлуса Престіса, відомого як «вершник надії» повстання лейтенантів (хоча він ще не був комуністом на той час). Передвісник Че Гевари, Престіс, провів легендарний, але даремний «Довгий марш» через бразильську провінцію під час участі у невдалому повстанні лейтенантів 1922 року проти кавових олігархів. Цей досвід, проте, залишив Престіса скептичним щодо революційних політичних методів боротьби, та пізніше привів до відхилення маоїстської частини партії, настроєної на боротьбу, від її консервативної марксистсько-ленінської частини.
Фашистський інтегралістський рух AIB був заснований на початку 1933 його незмінним лідером Плініу Салгаду. З самого початку інтегралісти використовували нацистську символіку, латинське вітання та всі інші видимі елементи європейського фашизму. AIB була воєнізованою організацією, що була відома вуличними демонстраціями та агресивною риторика та безпосередньо фінансувалася італійським посольством. Інтегралісти запозичували пропагандистські лозунги безпосередньо з нацистської літератури, включаючи нападки на комуністів, лібералів і євреїв та підтримку фанатичного націоналізму (що не існував в різнорідній і терпимій країні) і «християнських чеснот». Подібно до європейських фашистів, це по суті була дрібнобуржуазна організація. Зокрема, вони мали підтримку від військових офіцерів, особливо у флоті.
Протистояння закінчилося через активне втручання уряду, який повністю підтримав фашистську сторону у конфлікті. У так званому «Акті державної безпеки», прийнятому в березні 1935 року, федеральний парламент затаврував всю лівацьку опозицію як «руйнівну», що дозволило Варгасу заборонити ANL. В результаті цього в листопаді того ж року, хоча і дуже неохоче, альянс почав озброєне повстання. Авторитарний режим, подібно до фашистських режимів Європи, відповів ув'язненням і тортурами лівацьких лідерів та державним терором.
До кінця року альянс та комуністична партія були повністю розгромлені, а інтегралісти зайняли лідируючі позиції у державній політиці. AIB почала швидко нарощувати кількість членів у всій Бразилії, особливо на Півдні, де була значна кількість бразильців німецького походження.

### Централізація та корпоралізм
Починаючи з 1935 року політика профашистського уряду країни слідувала двом головним цілям: стимулювання промислового росту (під лозунгами націоналізму) і пригнічення робочого класу. Згідно з урядом корпоралістські ідеї, закладені у конституції 1934 року, провинні були об'єднати всі шари населення, як у фашистській Італії. На практиці, це означало ослаблення організованої робочої сили і підконтролення робочого класу. При цьому, ріст промисловості та урбанізація збільшувала роль робочого класу, приводячи до необхідності об'єднання його до деякого альянсу. Варгас, як і трохи пізніше Хуан Перон у сусідній Аргентині, слідували стратегії Муссоліні, об'єднуючи робочий клас під гаслами націоналізму.
Згідно з конституцією 1934 року підвищилися зусилля з централізації влади у країні в Ріо-де-Жанейро і рішучого обмеження автономії штатів. По суті, центральна роль паулістської кавової олігархії була замінена системою, де інтереси землевласників все ще поважалися, але була створена економічна основа, необхідна для розвитку нового промислового сектора.
Конституція також надавала Палаті Депутатів право контролю над приватною економікою, яке використовувалося для індустріалізації країни та сколочення іноземної залежності. Промисловість країни була організована у державні синдикати, які складалися з бізнес-структур, що знаходилися у приватній власності бразильців. Таким чином держава забезпечувала прямий механізм планування і прямих інвестицій у важливі галузі промисловості. Державні та частково державні компанії домінували у важкій та інфраструктурній промисловості, а приватний бразильський капітал переважав у виробництві, але протягом 1930-х років також зросли і прямі іноземні інвестиції, оскільки закордонні корпорації прагнули збільшити свою частку внутрішнього ринку і подолати тарифні бар'єри і проблеми обміну валют шляхом перенесення частини виробництва у Бразилію. Держава таким чином робила наголос на основних секторах економіки, зіткнувшись з нелегким завданням створення життєздатної фінансової бази для майбутнього зростання стратегічних галузей: гірської промисловості, переробки нафти, сталі, важкому машинобудуванні та хімічній промисловості.

## Естаду Нову

### Конституція 1937

Варгас проголошує Естаду Нову в 1937

Подібно до європейських фашистів, Варгас використовував загрозу комунізму для виправдання особистої диктатури. Фашистська диктатура «Естаду Нову» (Нова держава) була сформована за взірцем номінально нейтральної та по суті фашистської «Нової держави» Салазара у Португалії. Ця диктатура остаточно матеріалізувалася в 1937, коли передбачалося, що Варгас залишить пост президента у січні 1938, як те вимагалося конституцією 1934 року. Але 29 вересня 1937 генерал Дутра представив «План Куна» (названо на честь угорського комуністичного лідера, Бели Куна), що описував детальний план для комуністичної революції. «План Куна» був лише фальсифікацією, складеною інтегралістами, але Варгас використав його щоб прийняти запропонований Дутрой стан надзвичайного становища у державі, так саме, як Гітлер кількома роками раніше використав пожежу у Рейхстазі для звинувачення комуністів і виправдання диктатури. 10 листопада Варгас у радіозверненні до народу заявив про прийняття на себе диктаторських повноважень, які затверджувалися новою конституцією (другою за часи його режиму), повністю переписаної з конституцій європейських фашистських держав, таким чином припинивши президентські вибори та розпускаючи конгрес. Варгас, подібно до Гітлера і Муссоліні, укріплював свою владу поступово в межах встановленого державного строю, а не шляхом однієї революції.
Хоча режим «Естаду Нову» і був відверто тоталітарним, він був м'якішим порівняно з режимом нацистської Німеччини. Подібно до європейських фашистів, Варгас відмінив опозиційні політичні партії, наклав жорстку цензуру, встановив централізовану поліцію і наповнив в'язниці політичними дисидентами, пропагуючи націоналізм і встановлюючи повний контроль над державною політикою.
Хоча конституція Естаду Нову і заборонила воєнізовані групи, включаючи інтегралістів, які загрожували особистій владі Варгаса, політична і економічна політика держави мала багато спільного з політикою Муссоліні. Варгас заборонив страйки і відняв у працівників право організувати незалежні від уряду профспілки. Подібно до Муссоліні, він використовував уряд як посередник між класами, встановлюючи, наприклад, мінімальну заробітну плату для промислових робочих, але не для селян, точно так же, як Муссоліні підтримував міський пролетаріат, але ігнорував селянство. Його політика індустріалізації за допомогою центрального планування при збереженні приватної власності була іншою спільною рисою.

### Індустріалізація
Протягом Естаду Нову держава анонсувала амбіційний П'ятирічний план, ціллю якого були розвиток важкої промисловості, створення нових джерел гідроелектроенергії, розширення залізничної мережі та розвиток фінансової бази Бразилії. Ці дії без сумніву вели до соціальної революції, як мінімум частково.
У 1940 виробництво електроенергії в Бразилії досягло 1 мільйона кіловат, з яких 60 % вироблялися в районі штату Сан-Паулу, перш за все завдяки спорудженню гідроелектростанцій. Виробництво цементу зросло з 87 000 тонн в 1930 до 700 000 тонн в 1940. Виробництво заліза і сталі зросло з 90 000 тонн в 1929 до 150 000 тонн в 1939. Число виробничих підприємств було більш ніж подвоєно протягом десятиліття, досягаючи 50 000 в 1940. Фабрики в штаті Сан-Паулу використовували 35 % промислової робочої сили і виробляли 43 % вартості промислової продукції. За винятком експорту тканин, бразильська промисловість майже виключно обслуговувала місцевий ринок.
До 1941 Бразилія мала 44 100 заводів, де працювало 944 000 працівників (для порівняння у 1920 ці цифри становили 13 336 заводів та близько 300 000 працівників).
У 1942 уряд заснував Компанію Долини Ріу-Досі (Companhia Vale do Rio Doce) для розроблення багатих залізнякових покладів Ітабіри, у 1944 він заснував компанію для видобування і первинної переробки матеріалів, потрібних хімічній промисловості, в 1946 Національна Моторна Компанія почала виробництво вантажівок. У тому ж році здійснилася одна з мрій Варгаса — Національна Сталеливарна Компанія почала виробництво на заводі у Вольта-Редонда між Ріо-де-Жанейро і Сан-Паулу. Передбачаючи потрібність палива для сучасної промисловості, Варгас в 1938 створив Національну Нафтову Компанію, яка почала пошук нафти.
До 1940 бразильське промислове виробництво зросло дуже істотно, але виробництво кави знизилося. В результаті, для задоволення старої олігархії, уряд інвестував значні суми у виробництво кави, яка продовжувала бути головним експортним продуктом Бразилії.

### Міське планування
Естаду Нову мала значний ефект на розвиток бразильській архітектури, перш за все тому що держава мала достатні повноваження для здійснення амбіційних планів міського планування. Хоча для здійснення всіх цих планів і не вистачало коштів, ці проекти мали значний і тривалий ефект на організацію міст.
Одне з найкраще спланованих міст у світі — Куритиба — вперше сплановано протягом Естаду Нову. Найвідомішим архітектором міського планування цього періоду вважався Альфред Агачі.

### Друга світова війна

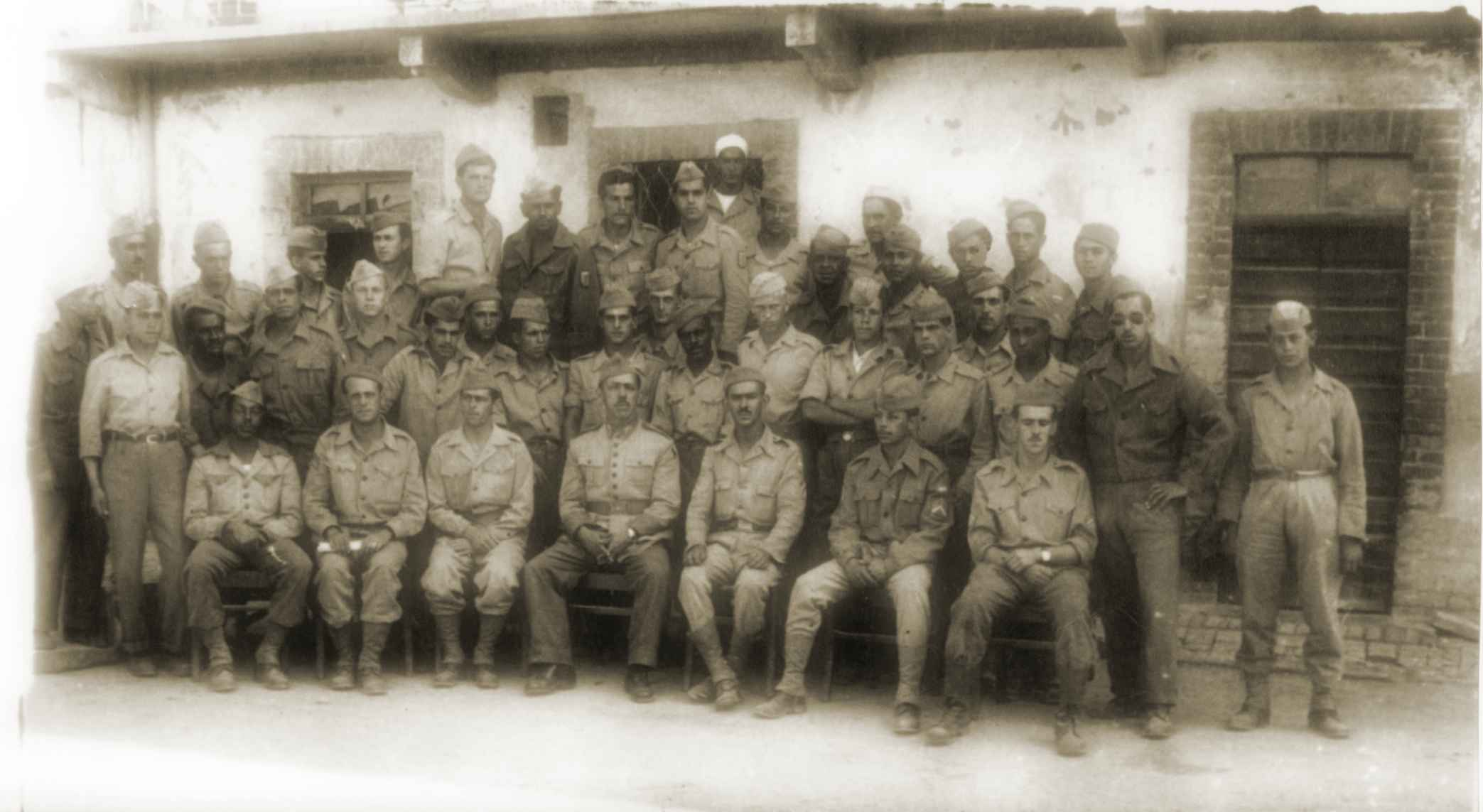
Бразильський експедиційний корпус у Монте-Кастело (Італія) в 1945

Незважаючи на фашистську природу Естаду Нову, Бразилія врешті виступила на стороні Союзників у Другій світовій війні. Проте, спочатку, ще до проголошення Естаду Нову, здавалося що Бразилія схилялася до підтримки країн осі. У 1933-1938 Німеччина стала головним ринком для бразильської бавовни і другим найбільшим імпортером бразильської кави та какао. Німецький Банк Південної Америки навіть відкрив 300 філіалів у Бразилії. Але прагматичний бразильський уряд прийняв сторону Союзників, хоча і після довгого періоду виторговування для себе найвигідніших торгових умов. Навіть у травні 1941, вже після вторгнення Німеччини до Польщі, Варгас направив Гітлеру вітальну телеграму на його день народження, передаючи «найкращі побажання вашого особистого щастя і процвітання Німецької нації», таким чином все ще намагаючись грати подвійну гру. Така подвійна гра, разом з швидким збільшенням цивільної та військової торгівлі між Бразилією і нацистською Німеччиною, викликала постійне занепокоєння Союзників, які продовжували задаватися питанням «хто такий Варгас і чого він хоче».
Бразильська правляча коаліція також розривалася між просоюзницькими і пронімецькими крилами. Бразильські генерали, наприклад найближчі до Варгаса Педру Гоез Монтейро і Еуріко Дутра, захоплювалися німецьким військово-індустріальним комплексом і горіли бажанням укласти угоду з Німеччиною. Пронімецька фракція режиму Варгаса була найсильнішою у армії, тоді як його помічники з олігархії були прихильнішими до Союзників, завдяки встановленим економічним зв'язкам з США і СК. Так як Союзники були життєздатнішими торговими партнерами, Варгас врешті і прийняв їхню сторону, оголосивши війну Німеччині та Італії в 1942 та пославши 25-тисячний Бразильський експедиційний корпус в Європу на допомогу Союзникам. Бразилія зазнала досить помітних втрат від війни, коли в серпні 1942 німецькі підводні човні стали постійно нападати на бразильські торгові судна.

### Кінець Естаду Нову
Угода з антифашистськими Союзниками створила непорозуміння серед бразильського середнього класу, якого, наприклад, Антоніу Салазар і Франциско Франко уникнули підтриманням номінального нейтралітету, що дозволило їм не провокувати антифашистських настроїв у суспільстві та уникнути озброєного протистояння з Союзниками. Через ці антифашистські настрої Варгас був вимушений піти на деяку лібералізацію свого режиму, в суспільстві яке більше не боялося безладу у країні та комуністичного реваншу. Він проголосив «нову післявоєнну еру свободи», що включала амністію для політичних ув'язнених, повернення президентських виборів і легалізацію опозиційних партій, включаючи безнадійно ослаблену Компартію.
Проте, саме незадоволення цією лібералізацією і привело до нового державного перевороту. 29 жовтня 1945 найправіші члени уряду Варгаса, генерали Педру Монтейро і Еуріко Дутра, скинули його з президентської посади та назначили тимчасовим президентом голову Верховного суду Бразилії Жозе Ліньяреса. Хоча Варгас ще повернувся на президентську посаду в 1950, ця дата вважається кінцем Естаду Нову.